# Душан С. Бањац
Душан С. Бањац (Дринић, код Босанског Петровца, 20. октобар 1943 — Београд, 21. мај 2015) је био генерал-потпуковник Војске Југославије

## Биографија
Артиљеријску подофицирску школу завршио је 1963. у Задру, Војну академију копнене војске, смјер ПВО, 1968. У Београду, Командно-штабну академију копнене војске 1976, а Школу националне одбране 1984. године. Службовао је у гарнизон има Београд, Панчево, Нови Сад и Чачак. Службу у ЈНА завршио је на дужности команданта пука ПВО, а у ВЈ на дужности начелника Генералштабне школе у Центру високих војних школа. У чин генерал-потпуковника унапријеђен је ванредно, 16. јуна 2000. Учествовао је у одбрани СРЈ од НАТО агресије од 24. марта до 26. јуна 1999. Пензионисан је 31. јула 2000.

## Одликовања и признања
Одликован у ЈНА:
- Орден за војне заслуге са сребрним мачевима,
- Орден за војне заслуге са златним мачевима,
- Орден народне армије са сребрном звијездом,

Одликован у ВЈ:
- Орден безбједности Југославије са сребрним вијенцем.